# Šoupě

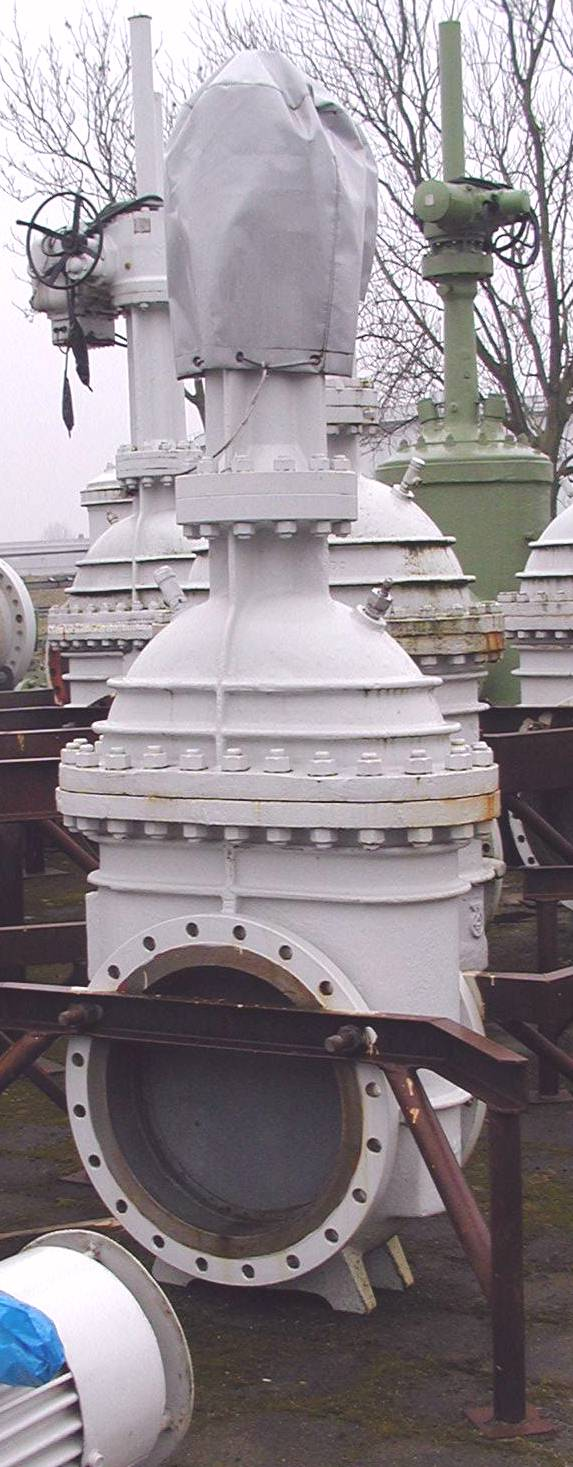
Šoupě

Šoupě nebo také šoupátko je druh ventilu používaný u potrubí s většími průměry, jehož účelem je umožnění nebo znemožnění průchodu kapaliny, zřídka pak regulaci průtoku. Využívá se u rozvodů vody nebo v průmyslu. Uvnitř šoupěte se nachází deska, jež je šroubem posouvána, což vede ke změně velikosti otvoru v potrubí, kterým kapalina prochází. Šoupata mají obvykle dlouhou dobu uzavírání, což snižuje riziko vzniku tlakového rázu. Výhodou šoupěte je jeho malá stavební délka a nízký odpor. Nevýhodou je velká stavební výška a vyšší cena, daná náročným zpracováním těsnicích ploch.